# Seymour Martin Lipset
Seymour Martin Lipset (18 de marzo de 1922 - 31 de diciembre de 2006) fue un sociólogo y politólogo de los Estados Unidos, miembro senior de la Institución Hoover, profesor de política pública en la Universidad George Mason y presidente de la American Sociological Association.
Lipset se doctoró en sociología en la Universidad de Columbia en 1949. Antes había dado clase en la Universidad de Toronto. Fue profesor de ciencias políticas y sociología en la Universidad de Stanford y de gobierno y sociología en la Universidad de Harvard. También dio clase en Columbia y en la Universidad de California, Berkeley.
Desempañó su obra principal en los campos de sociología política, organización sindical, estratificación social, opinión pública y sociología de la vida intelectual. También escribió sobre las condiciones para la democracia desde una perspectiva comparativa.
Lipset nació en Nueva York. Era hijo de judíos rusos. Se graduó en el City College of New York, donde se hizo partidario de la izquierda antiestalinista y más tarde sería presidente nacional de la Young People's Socialist League. Dejó el Partido Socialista de Estados Unidos en 1960, tras lo que se describió como de centro y profundamente influido por Alexis de Tocqueville, George Washington, Aristóteles y Max Weber.
Además de hacer aportaciones sustanciales a las teorías del cleavage, junto a Stein Rokkan, Lipset fue uno de los principales fundadores de la  "teoría de la modernización", que sostiene que la democracia es el resultado directo del crecimiento económico.
Hacia 1970   la  Confederación Patronal de  la  República Mexicana,   fue   invitado para  dar   una conferencia titulada "La violencia como nuevo poder de la negociación" 

## Reconocimientos
Lipset recibió el Premio MavIver por Political Man y el Premio Gunnar Myrdal por The Politics of Unreason. Su libro The First New Nation fue finalista del National Book Award. También fue premiado con las medallas Townsend Harris y Margaret Brid Dawson por realizar logros significativos, la medalla de oro del Northern Telecom-International Council for Canadian Studies, y el premio León Epstein Prize de política comparativa de la American Political Science Association. Recibió el Premio Marshall Sklare Award por sus estudios sobre el judaísmo. En 1997, fue galardonado con el Premio Helen Dinnerman por la World Association for Public Opinion Research.

## Obra
- Agrarian Socialism: The Cooperative Commonwealth Federation in Saskatchewan, a Study in Political Sociology (1950), ISBN 0-520-02056-1 (1972 printing). online edition
- We'll Go Down to Washington (1951)
- Union Democracy with Martin Trow and James S. Coleman
- Social Mobility in Industrial Society with Reinhard Bendix (1959), ISBN 0-88738-760-8 online edition
- Social Structure and Mobility in Economic Development with Neil J. Smelser (1966), ISBN 0-8290-0910-8 online edition
- Economic Development and Political Legitimacy (1959)
- Political Man: The Social Bases of Politics (1960), ISBN 0-385-06650-3. online edition
- The First New Nation (1963), ISBN 0-393-00911-4 (1980 printing). online edition
- Student Politics (1967), ISBN 0-465-08248-3. online edition
- Revolution and Counterrevolution: Change and Persistence in Social Structures, (1968) ISBN 0-88738-694-6 (1988 printing). online version
- Prejudice and Society with Earl Raab.
- The Politics of Unreason: Right Wing Extremism in America, 1790-1970 with Earl Raab (1970), ISBN 0-226-48457-2 (1978 printing). online edition
- The Divided Academy: Professors and Politics with Carl Everett Ladd (1975), ISBN 0-07-010112-4 online edition
- The Confidence Gap: Business, Labor, and Government in the Public Mind (1987)
- Continental Divide: The Values and Institutions of the United States and Canada (1989)
- "Liberalism, Conservatism, and Americanism", Ethics & International Affairs (1989).
- Jews and the New American Scene with Earl Raab (1995)
- American Exceptionalism: A Double-Edged Sword (1996)
- It Didn't Happen Here: Why Socialism Failed in the United States with Gary Marks (2001), ISBN 0-393-32254-8
- The Paradox of American Unionism: Why Americans Like Unions More Than Canadians Do, but Join Much Less with Noah Meltz, Rafael Gómez, and Ivan Katchanovski (2004), ISBN 0-8014-4200-1.
- The Democratic Century with Jason M. Lakin (2004), ISBN 0-8061-3618-9.
- "Steady Work: An Academic Memoir", in Annual Review of Sociology, Vol. 22, 1996. versión en la red